# Eva Berglund
Eva Berglund, född 14 februari 1984, är en svensk simmare från Jönköping. Hon tävlade för Jönköpings SS men bodde under en del av karriären i Canet-en-Roussillon i södra Frankrike.
Berglund har avslutat elitkarriären. Hon var under en period tränare i Jönköpings SS.

## Meriter
- Den första svensk någonsin som simmade mästerskap i öppet vatten. Det skedde den 26 juli år 2006 i Balatonsjön i Ungern under EM i simning år 2006 på sträckan 5 km. Hon kom på 11:e plats.
- Guld på 1500 m frisim vid SM i simning år 2006.
- Deltog i VM 2007, på 5 km (8:e plats) och 10 km (10:e plats).
- Deltog i OS 2008 i 10 km öppet vatten, första gången grenen var med i OS. Hon kom på 18:e plats.